# Буряк Михайло Михайлович
Михайло Михайлович Буря́к (нар. 3 липня 1965, Совєтка) — український поет-лірик; член Національної спілки письменників України з 2001 року. Лауреат Запорізької обласної премії по літературі серед молодих авторів за 1995 рік.

## Життєпис
Народився 3 липня 1965 року в слободі Совєтці Неклинівського району Ростовської області (нині Росія) у сім'ї селян-колгоспників. З 1979 року мешкав у селищі міського типу Комишувасі Оріхівського району Запорізької області Української РСР. У 1983 році закінчив Гуляйпільське середнє міське професійно-технічне училище № 28, здобувши професію теслі.
Працював черговим по режиму в Комишуваській спеціальній школі; охоронцем на Телерадіокомпанії «Алекс» у Запоріжжі. Член політичної партії Всеукраїнське об'єднання «Свобода». У 1998 році майже втратив зір.

## Творчість
Автор поетичних збірок «Криниця, що відлунює слова» (1999) та «Вибране» (2004). Друкувавсь у збірниках «Передзвін», «Великий Луг», альманахах «Хортиця», «Весела Січ», місцевій періодиці. У співавторстві з Ольгою Шуваєвою видав збірку «Білий дощ» (2011).
Вірші автора неодноразово транслювалися на центральних телеканалах та радіо.